# Park Miniatur Zabytków Dolnego Śląska w Kowarach
Park Miniatur Zabytków Dolnego Śląska – atrakcja turystyczna zawierająca miniatury budowli z Dolnego Śląska. Znajduje się na terenie wydzielonym z fabryki dywanów w Kowarach. 
W parku miniatur zbudowane zostały modele głównie w skali 1:25 i kilka w skali 1:50. Prezentowane obiekty to m.in. kościoły, zamki, pałace, starówki miast, ratusze, schroniska górskie itp. Miniatury są wierną kopią prawdziwych obiektów ze wszystkimi szczegółami i detalami. W Parku można zobaczyć także obiekty w całej okazałości z lat swej świetności, które obecnie popadły w ruinę, bądź są niedostępne do zwiedzania. Modele zbudowane są z materiałów odpornych na warunki atmosferyczne. Wkomponowane są w zielone otoczenie wzbogacone kolorowymi kompozycjami kwiatowymi. Część ekspozycji jest umieszczona pod dachem.

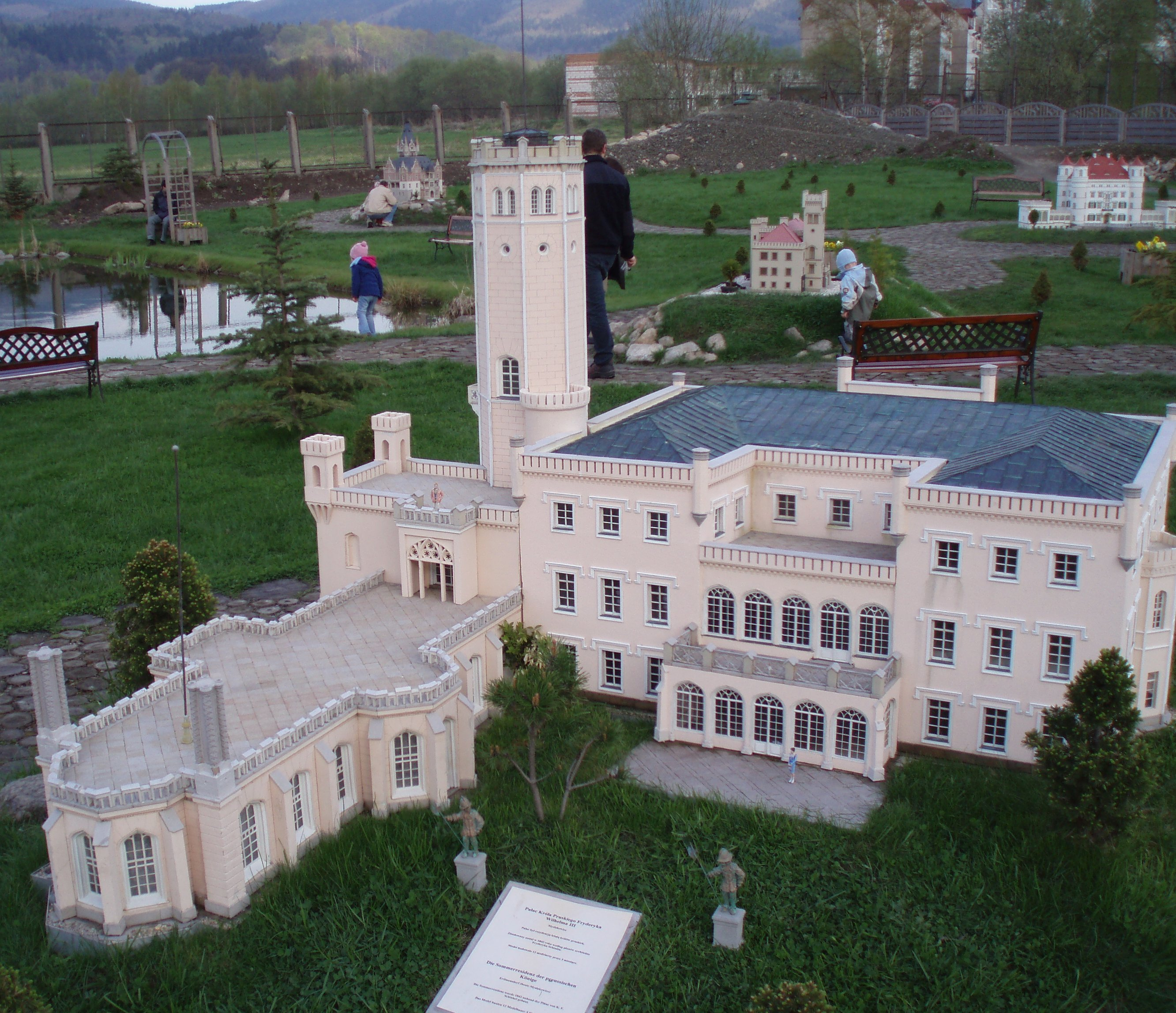
Model pałacu Hohenzollernów w Mysłakowicach

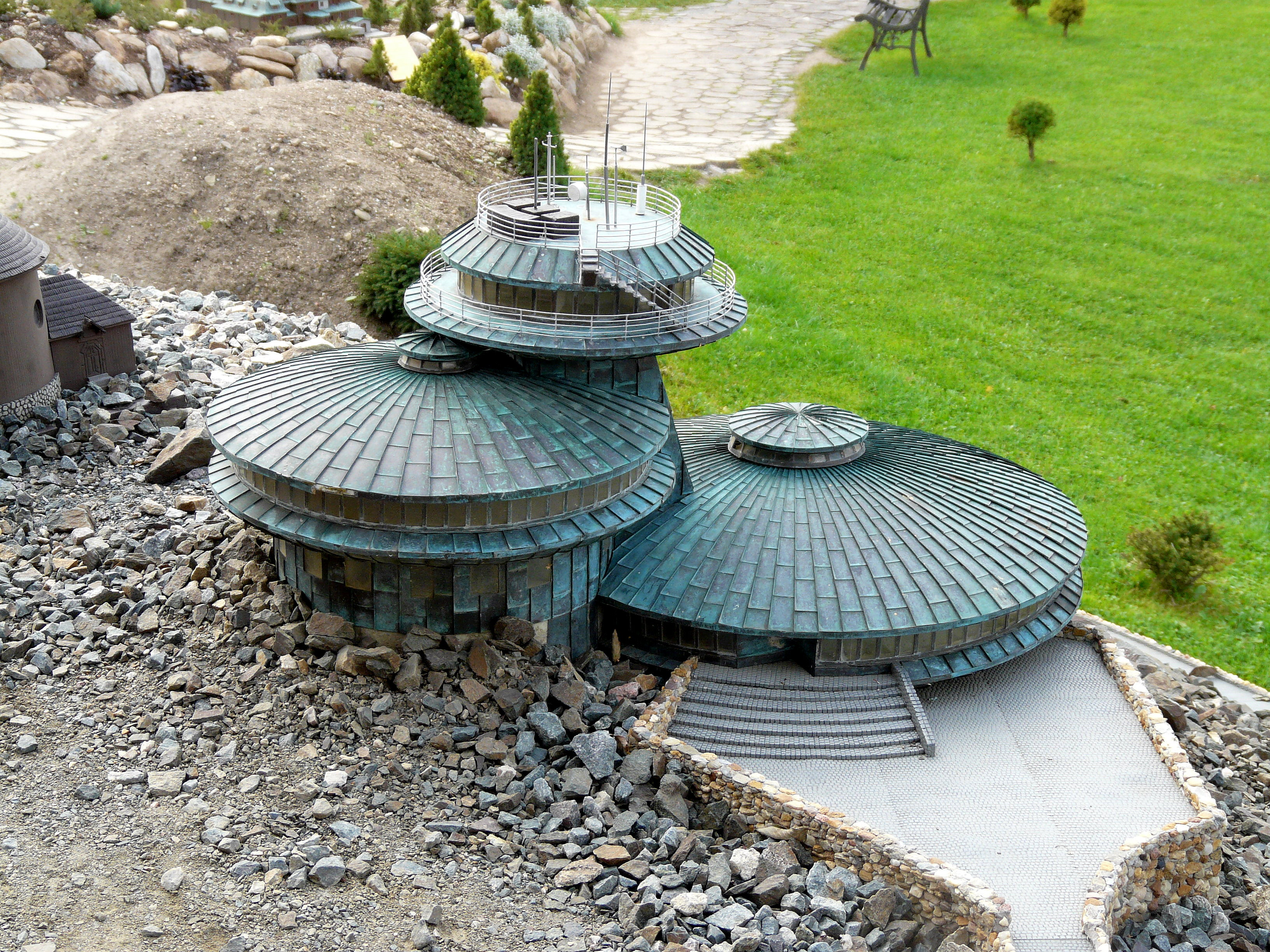
Miniatura restauracji i obserwatorium na Śnieżce

## Zminiaturyzowane obiekty
W swoich zbiorach posiada miniatury około 60 obiektów znajdujących się na terenie Dolnego Śląska, a także Łużyc (Zgorzelec, Görlitz), ziemi kłodzkiej (Duszniki-Zdrój) oraz w czeskim Vrchlabí.

1. Bazylika Mniejsza w Krzeszowie
2. Domy Tkaczy Śląskich z Chełmska Śląskiego
3. Cerkiew pw. św. Archanioła Michała w Sokołowsku
4. Zapora w Karpaczu
5. Pałac w Łomnicy
6. Dom Wdowy w Łomnicy
7. Pałac Spiż w Miłkowie
8. Pałac Wojanów
9. Kościół Nawiedzenia NMP w Karpaczu
10. Kościół Najświętszego Serca Pana Jezusa w Karpaczu
11. Karczma Sądowa Bachus
12. Świątynia Wang
13. Słonecznik
14. Schronisko Samotnia
15. Schronisko Strzecha Akademicka
16. Zamek Chojnik
17. Willa Gerharta Hauptmanna
18. Wieża rycerska w Siedlęcinie
19. Zamek Frydlnat
20. Dom Śląski
21. Obserwatorium na Śnieżce
22. Kaplica św. Wawrzyńca na Śnieżce
23. Poczta na Śnieżce
24. Schronisko nad Łomniczką
25. Schronisko Szwajcarka
26. Pałac w Bobrowie
27. Zamek Czocha
28. Kościół Pokoju w Świdnicy
29. Kościół Pokoju w Jaworze
30. Młyn Papierniczy w Dusznikach-Zdroju
31. Pałac w Karpnikach
32. Zamek Książ
33. Kościół Królów Pruskich w Mysłakowicach
34. Dębowy Dworek w Karpnikach
35. Pałac w Bożkowie
36. Starówka Jeleniej Góry
37. Kościół Łaski w Jeleniej Górze
38. Pałac w Mosznej
39. Pałac w Mysłakowicach
40. Ratusz i kamieniczki Lubomierza
41. Kościół św. Maternusa w Lubomierzu
42. Pałac w Dąbrowicy
43. Ratusz we Wrocławiu
44. Pałac Bad Muskau
45. Pałac Vrchlabi
46. Pałac Jilemnice
47. Ratusz w Kowarach
48. Baszta Bracka w Lubaniu
49. Śnieżka 1968 r.  Obserwatorium
50. Śnieżka 1968 r. Kapliczka
51. Śnieżka 1968 r. Poczta
52. Śnieżka 1968 r. Schronisko
53. Muzeum Sportu i Turystyki w Karpaczu
54. Dom Tyrolski nr 1
55. Dom Tyrolski nr 2
56. Dom Tyrolski nr 3
57. Zamek Kliczków
58. Dom Kołodzieja w Zgorzelcu
59. Ratusz w Görlitz
60. Dom Modlitwy w Łomnicy

## Galeria

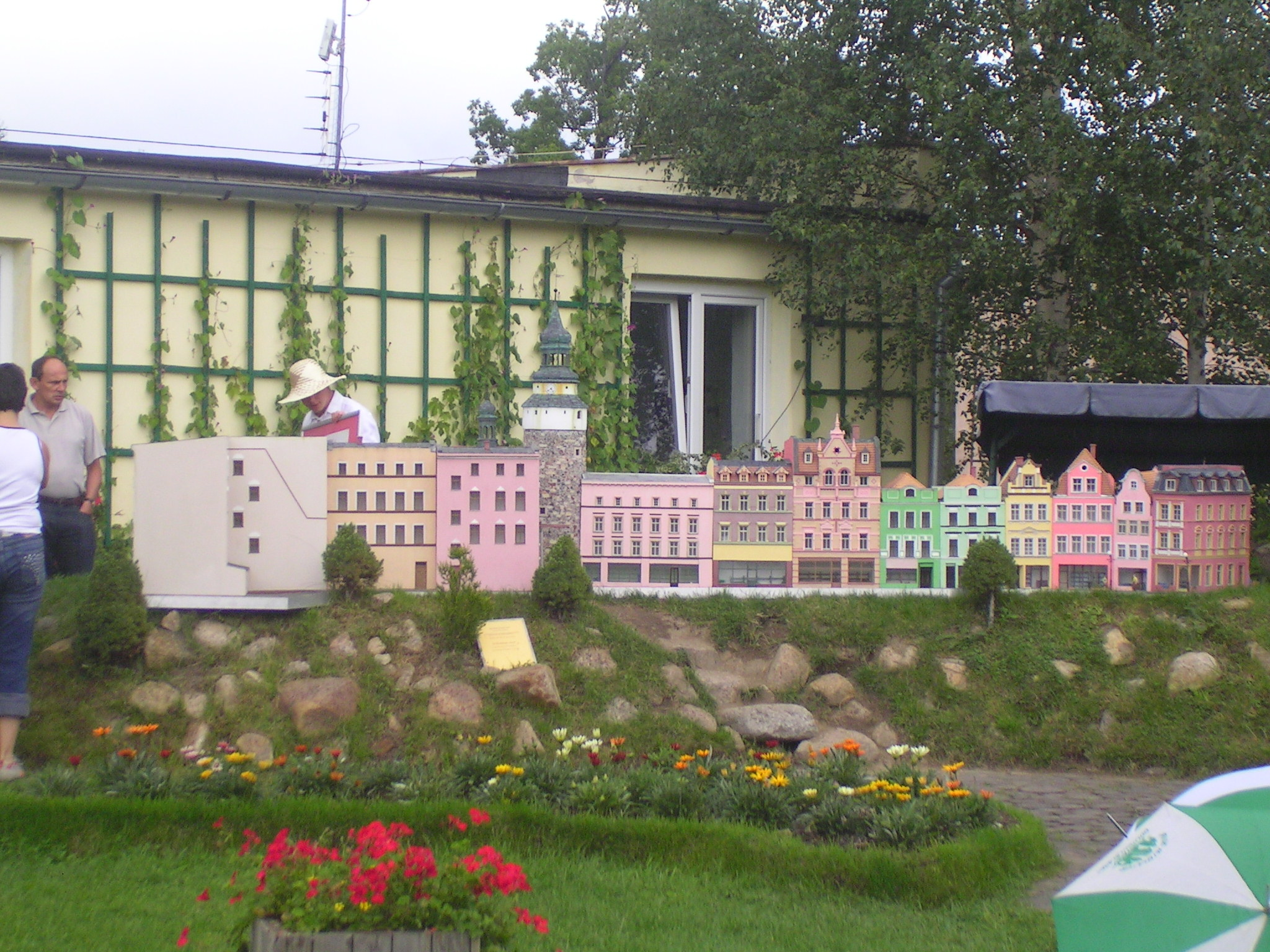
Miniatura rynku w Jeleniej Górze
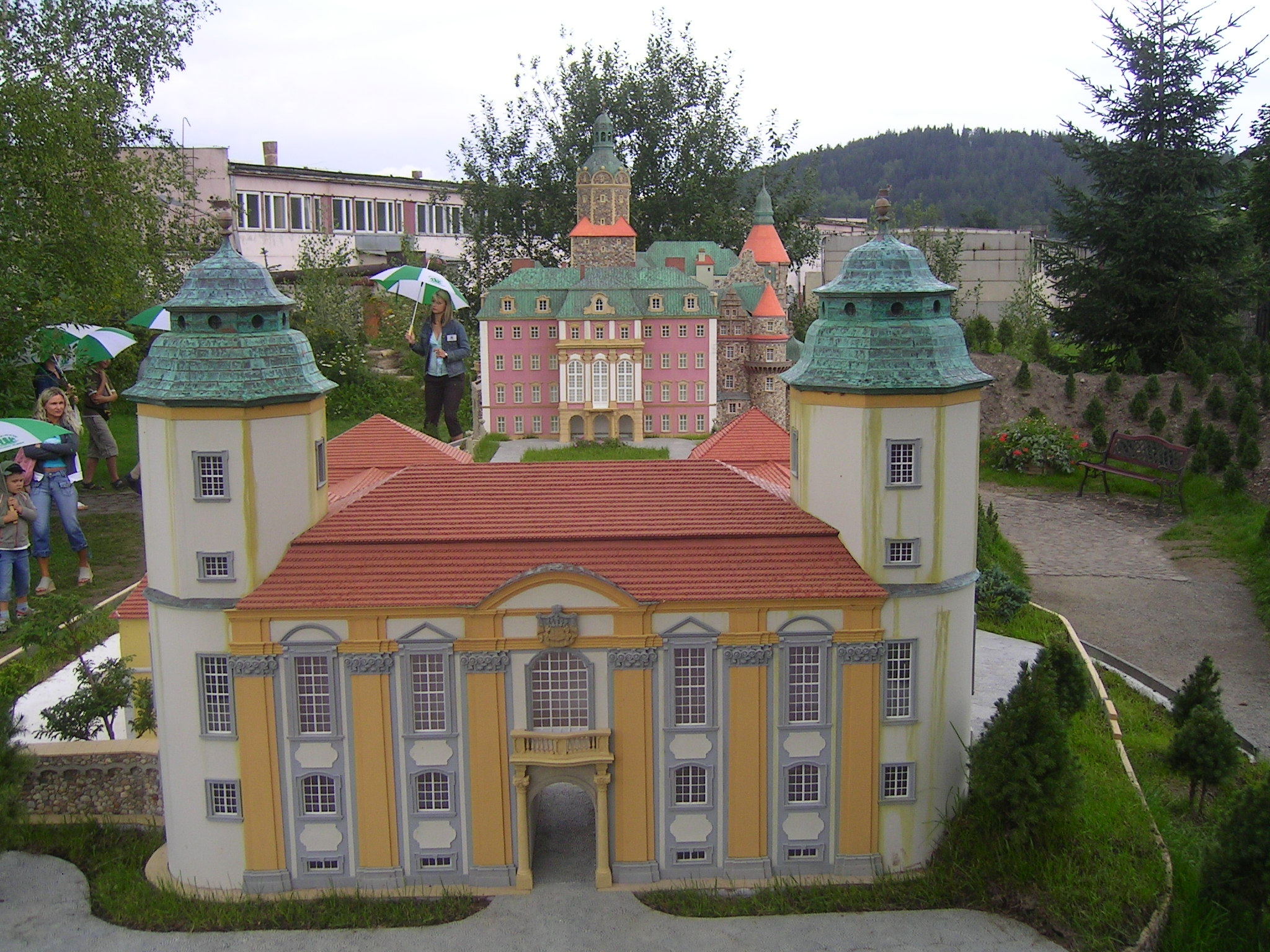
Miniatura zamku Książ – widok od frontu
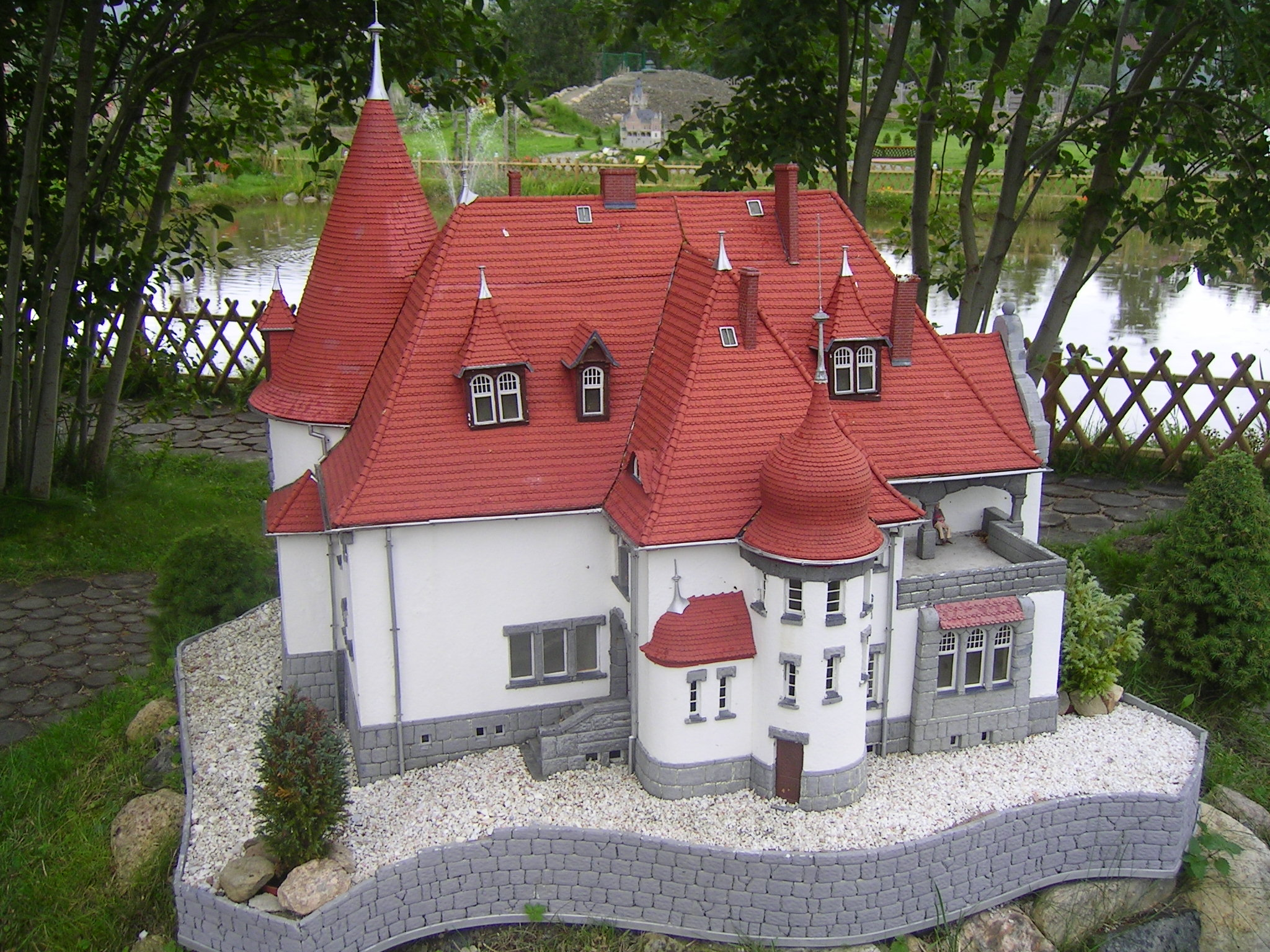
Miniatura willi Gerharta Hauptmanna
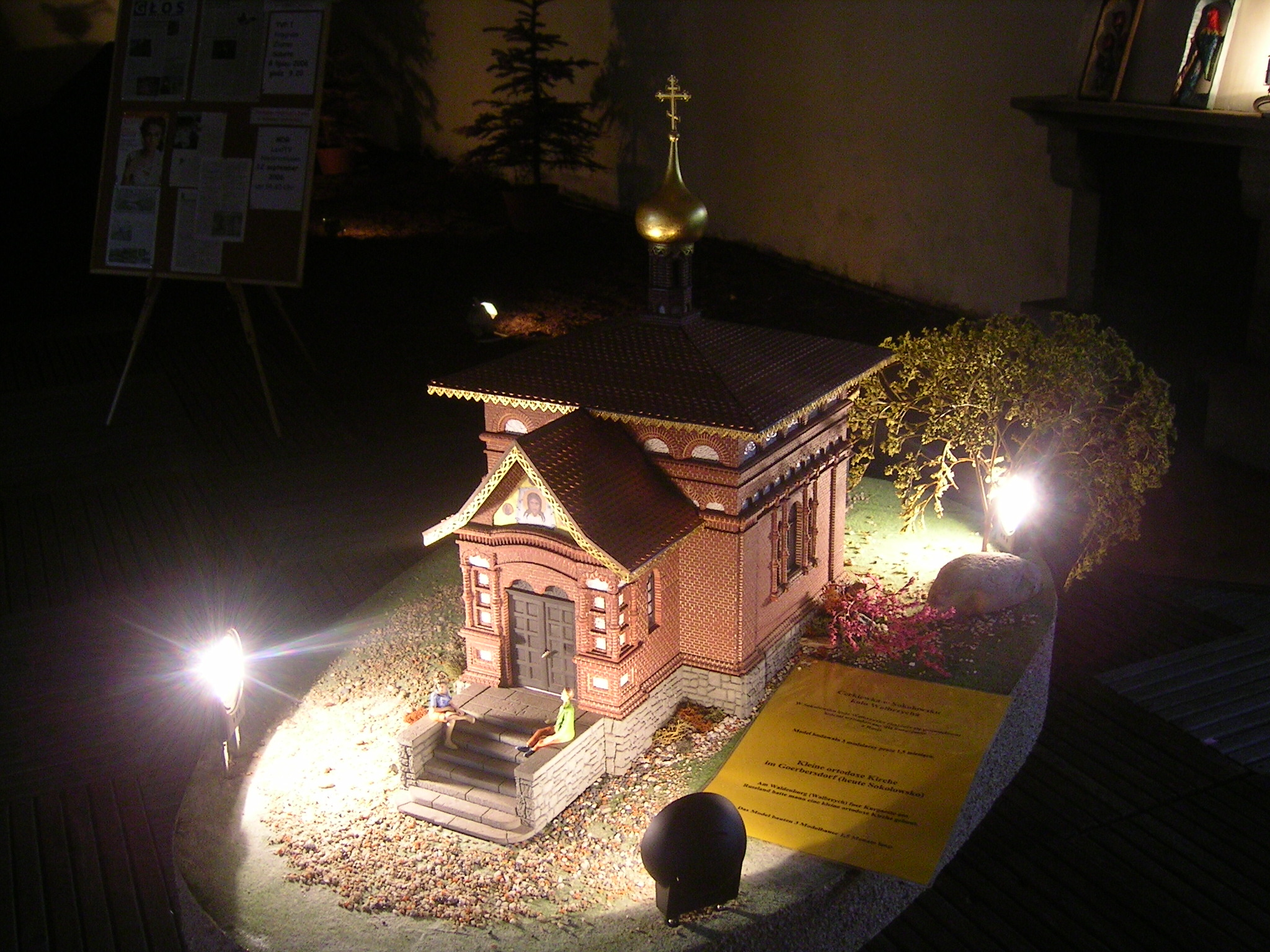
Miniatura cerkwi pw. św. Archanioła Michała w Sokołowsku
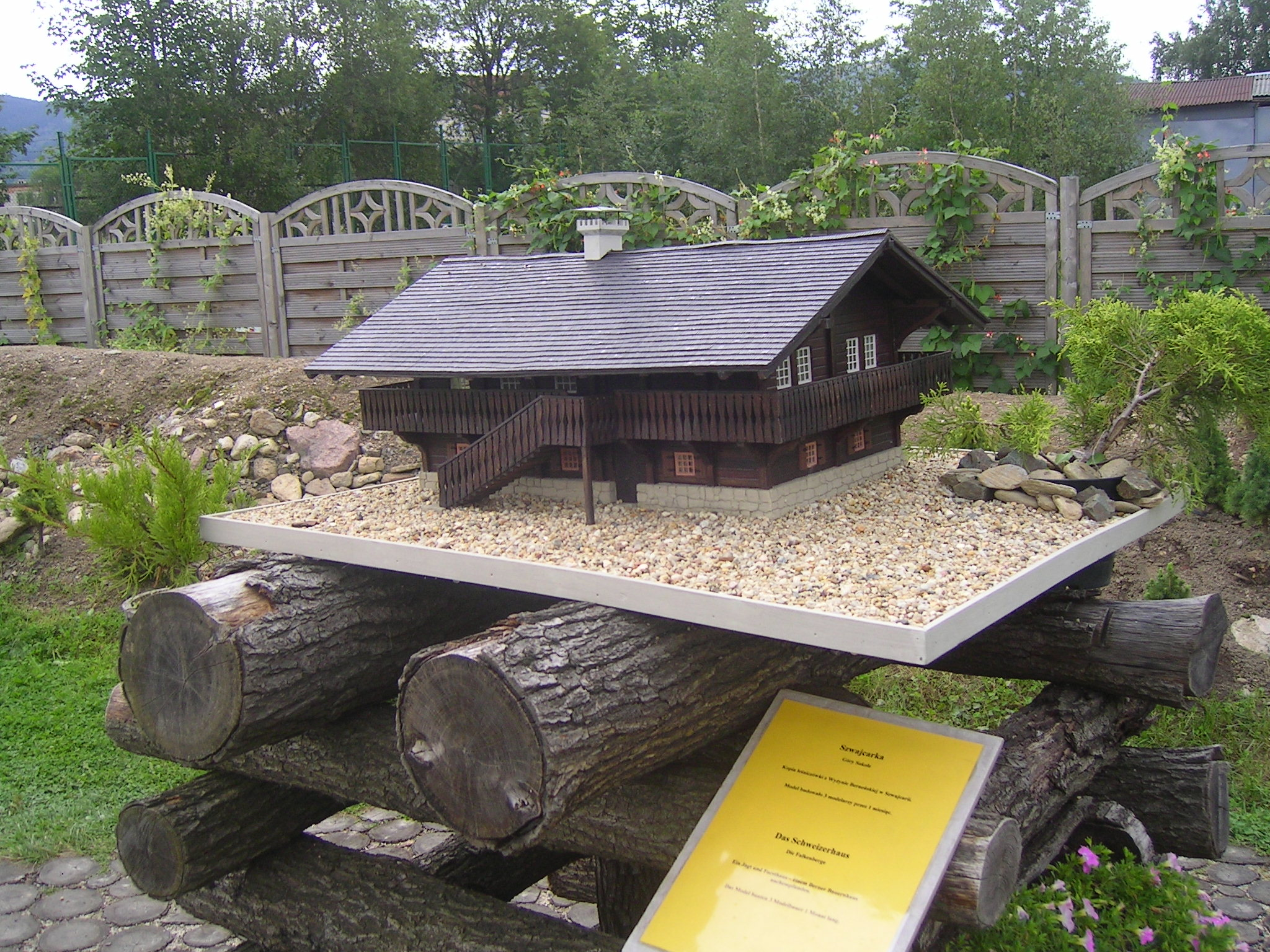
Miniatura schroniska „Szwajcarka”
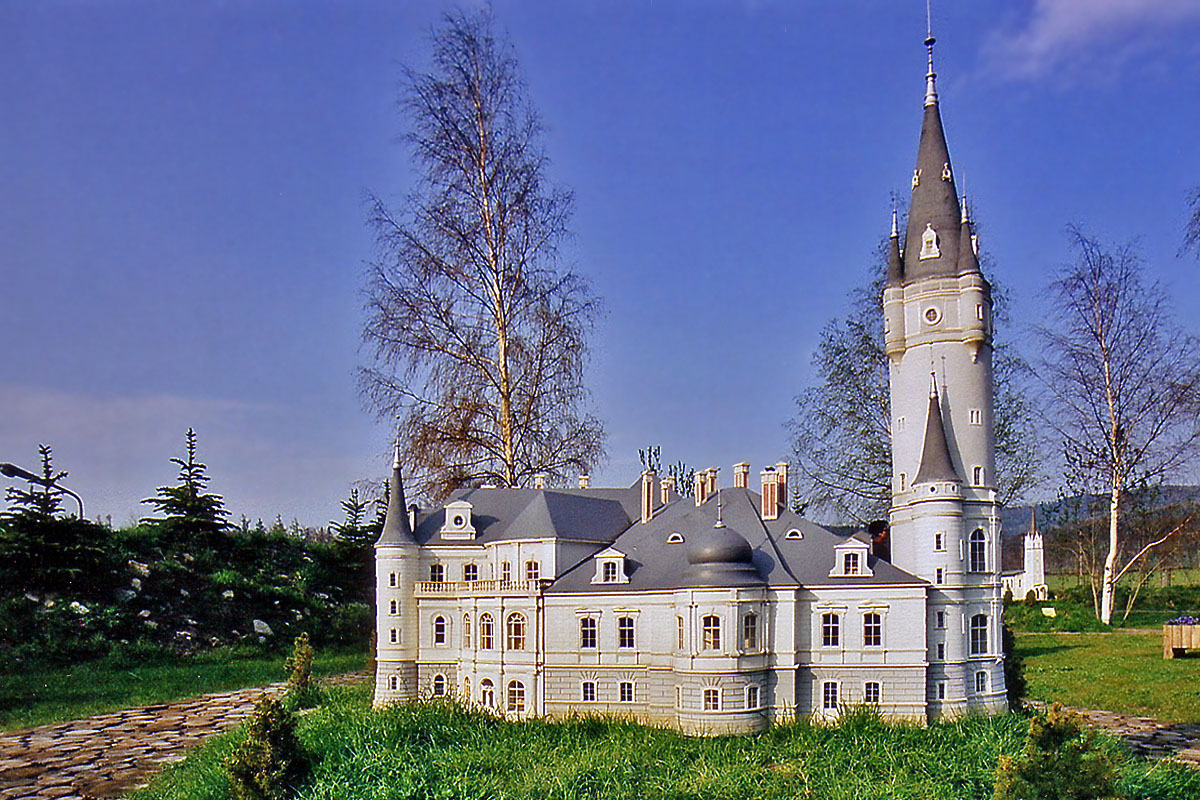
Miniatura pałacu w Bożkowie
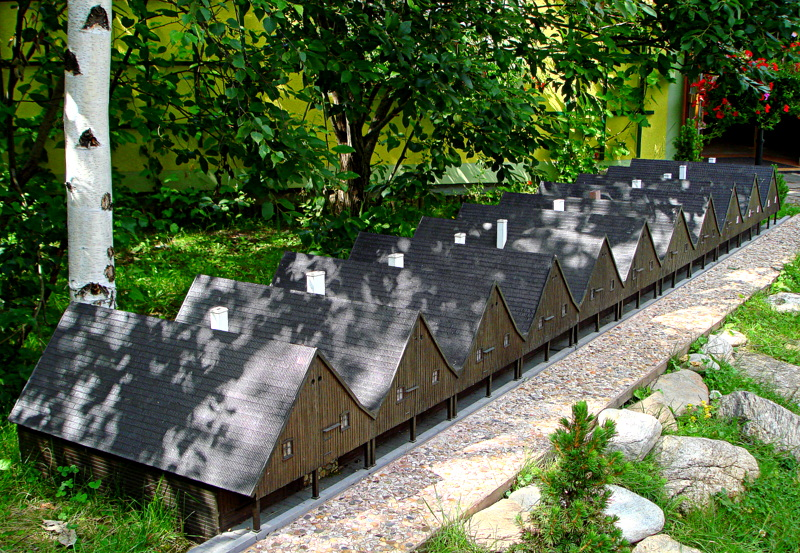
Miniatura Domów Tkaczy w Chełmsku Ślaskim
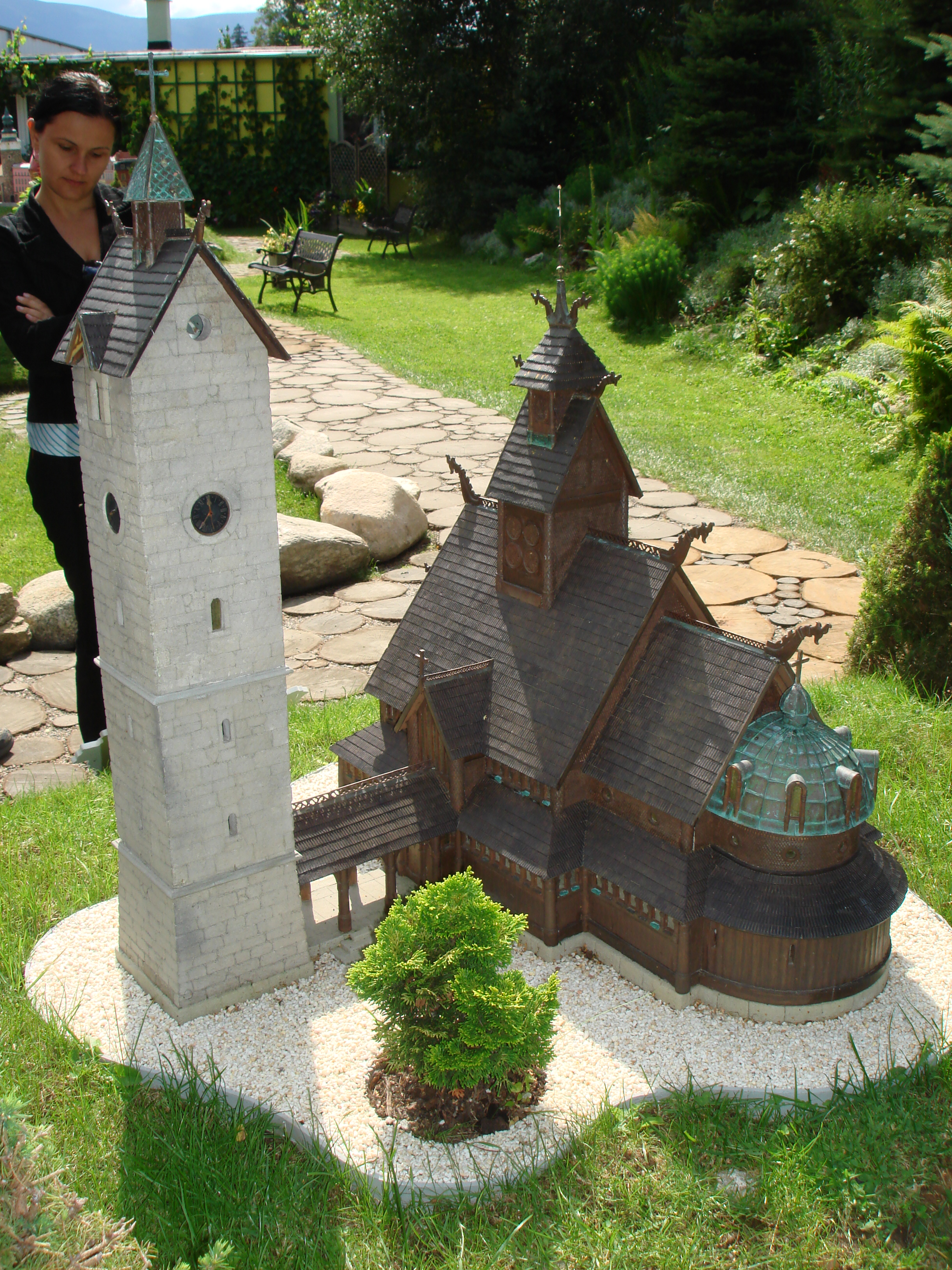
Miniatura kościoła Wang w Karpaczu
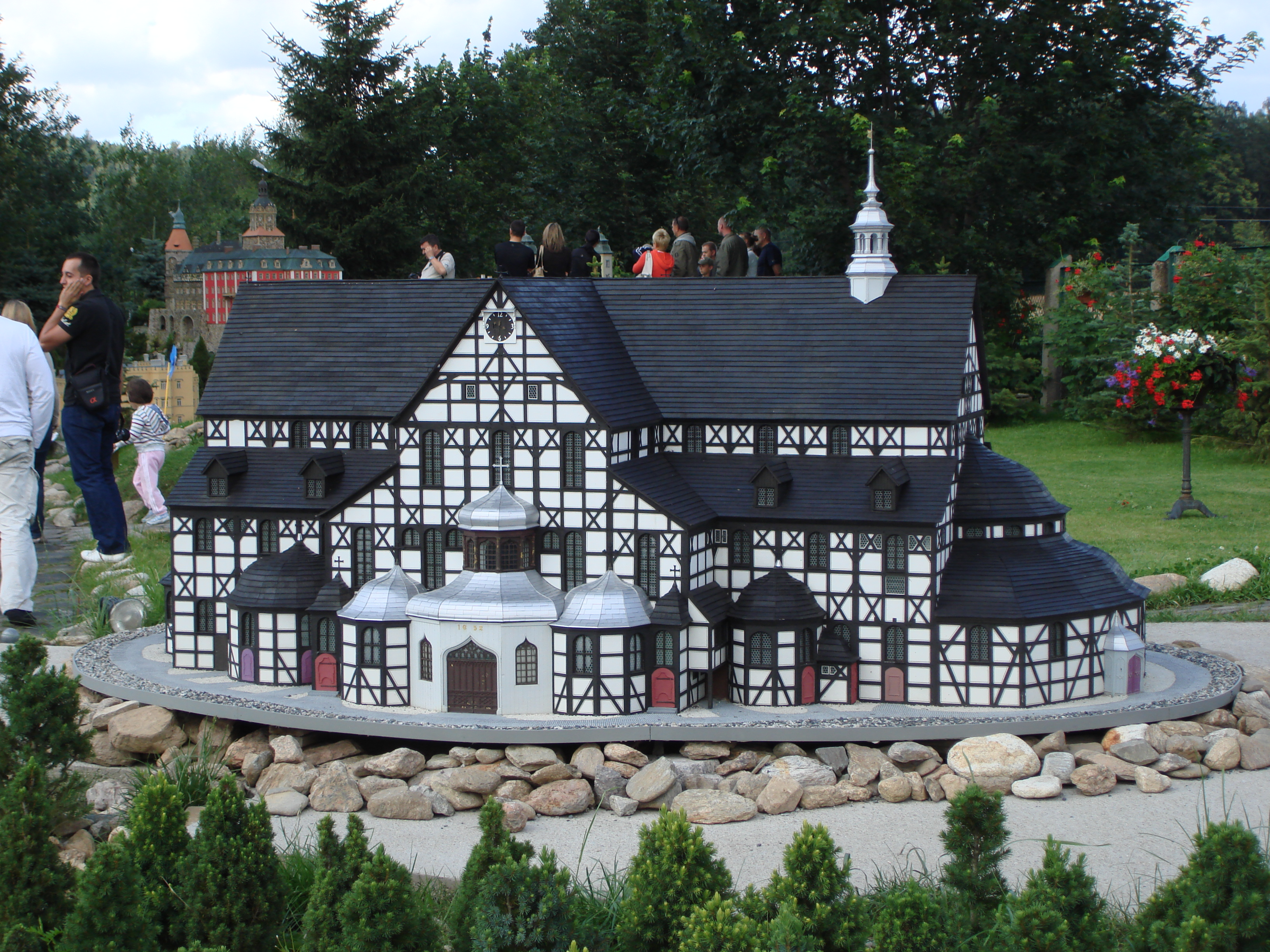
Miniatura świdnickiego Kościoła Pokoju
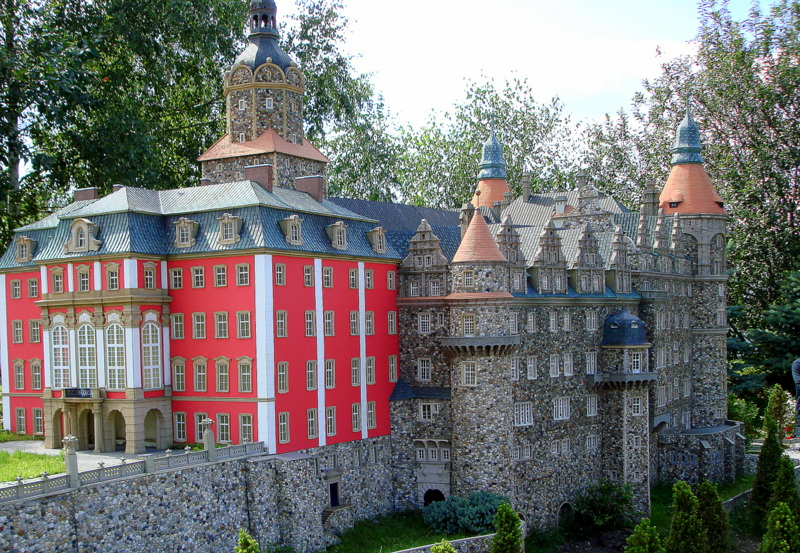
Makieta zamku Książ
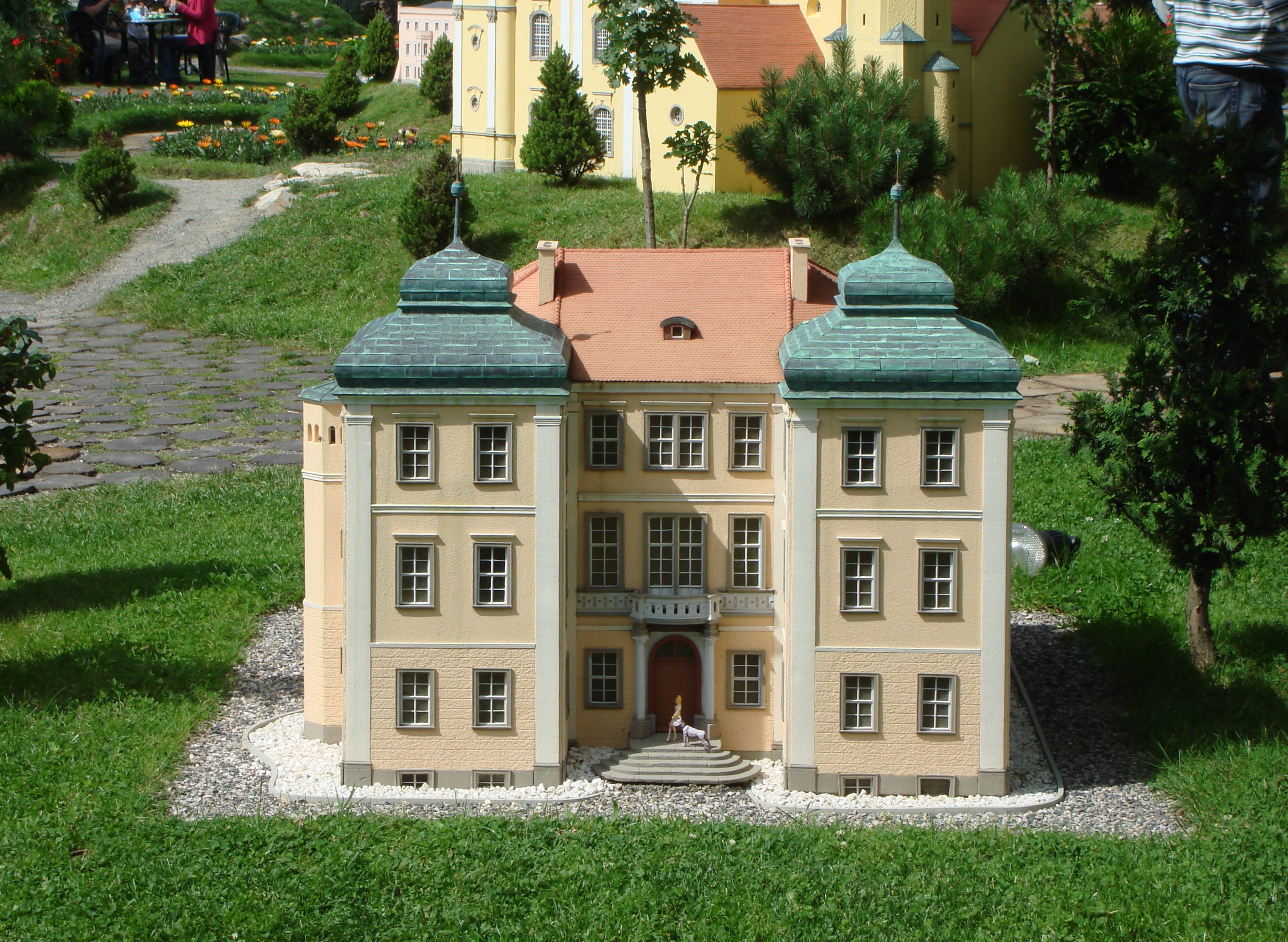
Makieta łomnickiego pałacu
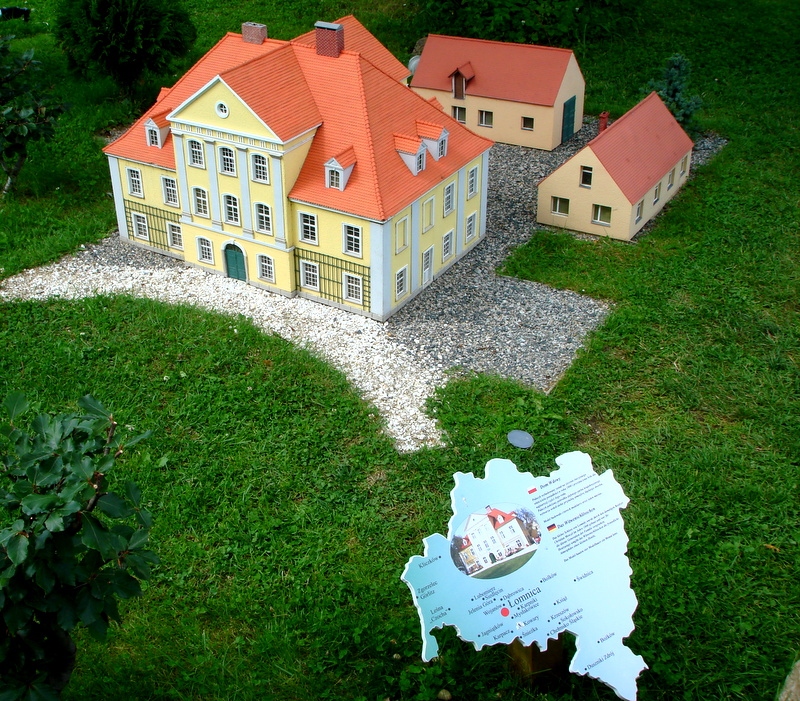
Makieta dworu "Dom Wdowy" w Łomnicy